# Cory Booker
Cory Anthony Booker (Washington D. C., 27 de abril de 1969) es un político estadounidense del Partido Demócrata de los Estados Unidos. Su hermano es Cary Booker II, llamado así por sus padre Cary Booker. En 1969, sus padres lucharon duro contra el racismo al insistir en comprar una casa en un área donde los negros no eran bienvenidos. Entre el 1 de junio de 2006 y el 31 de octubre de 2013 fue alcalde de la ciudad de Newark en Nueva Jersey.

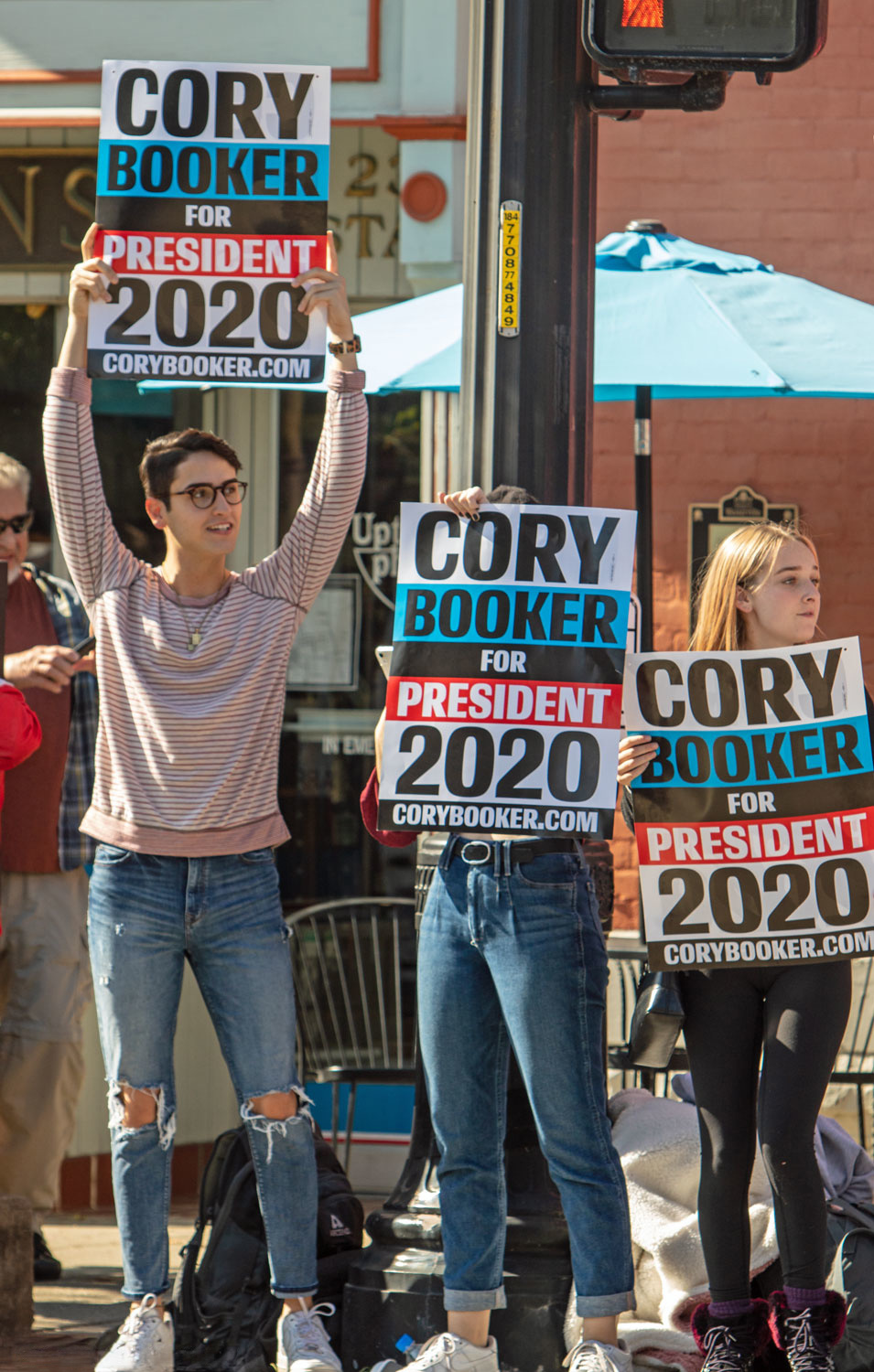
Hincha (octubre de 2019)

El 20 de diciembre de 2012, Booker anunció que exploraría una candidatura en 2014 al escaño actualmente ocupado por Frank Lautenberg, poniendo fin a la especulación sobre su eventual desafío al gobernador Chris Christie en 2013. El Senado parece un puesto seguro para Booker. Finalmente, el 16 de octubre de 2013, Booker fue elegido al Senado de los Estados Unidos. El 1 de febrero de 2019, anunció sus intenciones para ser candidato presidencial por el Partido Demócrata en las elecciones de 2020.
Estuvo saliendo con la actriz Rosario Dawson desde el 2019 hasta el 2022.
El 31 de marzo de 2025, Cory Booker pronunció un discurso de más de 25 horas en el Senado de los Estados Unidos, en protesta contra las políticas del presidente Donald Trump y «su aliado» Elon Musk. Durante su intervención, denunció lo que calificó como una «crisis» en el país y buscó visibilizar el impacto de dichas políticas en la ciudadanía. Aunque no fue un filibusterismo formal, ya que no bloqueaba ninguna votación, el discurso se enmarca dentro de las intervenciones prolongadas utilizadas históricamente en el Congreso como forma de protesta.